# Doping in de Ronde van Frankrijk
Dit artikel is een chronologische lijst van dopinggevallen en dopingzaken in de Ronde van Frankrijk.

## Dopinggevallen
1966
- De eerste dopingcontrole in de Tour is een feit. Dat wekt een hoop ergernis bij de renners, die prompt staken. Vijf renners blijken bij de eerste controle positief.

1967
- Tom Simpson overlijdt in 1967 op de flanken van de Mont Ventoux aan een combinatie van alcohol, amfetaminen en vermoeidheid.

1977
- Joop Zoetemelk test voor de eerste keer positief in de Ronde van Frankrijk.
- Ook Luis Ocaña, eerder tourwinnaar in 1973, wordt positief getest.

1978
- Michel Pollentier wordt in 1978 uit de Tour gezet nadat hij met schone urine uit een condoom geprobeerd heeft fraude te plegen bij de dopingcontrole na de rit naar Alpe d'Huez.
- Bernard Thévenet geeft gebruik van cortisonen toe in de Tours van 1975 en 1977, die hij had gewonnen.

1979
- Joop Zoetemelk, die in 1977 ook al eens positief testte, loopt in 1979 weer tegen de lamp. Met Joaquim Agostinho is hij de enige die tweemaal in de Tour positief bleek.

1983
- Voor een derde keer wordt Joop Zoetemelk betrapt: bij de dopingcontrole na afloop van de ploegentijdrit test hij positief, waardoor hij een tijdstraf van 13'45" krijgt. Hij wordt uiteindelijk op ruim drie kwartier achterstand 23ste in de eindrangschikking.

1988
- Klassementsleider Pedro Delgado wordt betrapt op gebruik van het maskeermiddel Probenecide. Het middel staat wel op de IOC-lijst, maar niet op die van de wereldwielerbond UCI. Delgado gaat vrijuit en wint de Tour van dat jaar.
- Bij Gert-Jan Theunisse wordt in juli 1988 een te hoge testosteronwaarde vastgesteld. Dat zou de coureur later nog vaker gebeuren.

1991
- De gehele PDM ploeg moest de Tour in de elfde etappe verlaten vanwege een voedselvergiftiging. Naar buiten toe wordt de schuld gegeven aan de toediening van Intralipid door ploegarts Wim Sanders. Dat zou onhygiënisch zijn uitgevoerd. 4 jaar later ontmaskerde de FIOD Wim Sanders echter als een spin in een dopingnetwerk waarvan onder andere de PDM ploeg afnemer was.

1996
- Danny Nelissen geeft in 2012 toe epo te hebben gebruikt tijdens de Tour de France in 1996.[1]

1997
- Danny Nelissen geeft in 2012 toe epo te hebben gebruikt tijdens de Tour de France in 1997.[1]

1998
- De Tour van 1998 is nog niet begonnen als in de wagen van Festina-verzorger Willy Voet dermate veel verboden stoffen worden gevonden dat de hele ronde op zijn kop wordt gezet. Rel op rel volgt, ook de TVM-ploeg komt niet ongeschonden uit de strijd. De Tour van dat jaar krijgt de bijnaam Tour Dopage.

2000
- Sergej Ivanov (Farm Frites) wordt in 2000 als eerste uit de Tour gezet vanwege een te hoge hematocrietwaarde. Dat zou kunnen duiden op gebruik van epo.

2002
- Niet betrapt, maar toch een beetje. De vrouw van Raimondas Rumšas, nummer drie van het klassement, wordt luttele uren na de Tour van 2002 aangehouden met een auto vol 'medicamenten'.

2004
- Lotto-Domo-renner Christophe Brandt wordt uit de Tour van 2004 gezet vanwege het (vermeende) gebruik van methadon. Nadien wordt hij niet geschorst, omdat hij voor het tribunaal van de Belgische wielerbond aannemelijk kon maken dat de methadon per ongeluk in zijn lichaam terecht was gekomen. Zijn apotheker zou een foutje hebben gemaakt bij het bereiden van een recept.

2005
- Dario Frigo overkomt hetzelfde als zijn voormalige ploegmaat Rumsas: ook zijn vrouw werd aangetroffen met een wagen vol epo. Frigo wordt uit de Tour anno 2005 gezet. Frigo kreeg enkele jaren daarvoor al zes maanden schorsing toen hij in de Giro betrapt werd op het bezit van epo.

2006
- Aan de vooravond van de Ronde van Frankrijk 2006 gaf het Spaanse gerecht een lijst vrij met renners die ervan verdacht werden bloeddoping te hebben genomen onder begeleiding van de Spaanse sportarts Eufemiano Fuentes. Favorieten Jan Ullrich, Ivan Basso en Francisco Mancebo worden hierdoor geweerd van deelname aan de Tour. Tot overmaat van ramp wordt een week na de Tour bekend dat bij winnaar Floyd Landis een te hoog testosterongehalte is aangetroffen.
- Floyd Landis werd betrapt op het gebruik van doping tijdens de Tour van 2006. Nummer twee destijds: Óscar Pereiro, werd aangesteld als winnaar van de Tour de France 2006.

2007
- Patrik Sinkewitz testte, nog voor de Ronde van Frankrijk, tijdens een controle buiten competitie positief. Het nieuws kwam naar buiten tijdens de Tour, met als gevolg dat er in Duitsland geen rechtstreeks verslag meer van de Tour gedaan werd door de ARD en ZDF.
- Aleksandr Vinokoerov testte positief op doping, het ging hierbij om een homologe bloedtransfusie. Dit had tot gevolg dat de Astana-ploeg zich terugtrok uit de Tour.
- Cristian Moreni is in de 11e etappe positief getest op testosteron. Ook zijn ploeg, Cofidis, verliet daarop de Tour.
- Iban Mayo werd tijdens de rustdag van 24 juli betrapt op het gebruik van epo. Mayo werd zestiende in de eindstand. Mayo werd speciaal gevolgd door de UCI wegens ongewone bloedwaarden in vorige controles en wegens zijn opvallende onregelmatige prestaties zowel in positieve als in negatieve zin.
- Bjarne Riis, Tourwinnaar van 1996, bekent het gebruik van epo van 1993 tot 1998.

2008
- Manuel Beltrán testte, na de eerste etappe van de Ronde van Frankrijk, positief op epo. Hij werd gelijk bij zijn ploeg Liquigas geschorst, maar Liquigas mag in de Tour blijven. Als ook de contra-expertise positief blijkt te zijn, volgt ontslag.
- Moisés Dueñas (Barloworld) testte na de 4e rit positief op epo. Barloworld blijft in de Tour.
- Riccardo Riccò moest de Tour verlaten na een positieve test op epo van de derde generatie na de eerste tijdrit. Ricco had al twee etappes gewonnen en reed in de bolletjestrui. Zijn ploeg Saunier Duval heeft als ploeg unaniem besloten de Tour te verlaten. Tijdens een hoorzitting van het Italiaans olympisch comité (CONI) op 30 juli 2008 gaf Riccò het gebruik van doping toe.
- Na de laatste etappe werd bekend dat Dmitri Fofonov na de 18e etappe positief is getest op doping.
- Op 9 augustus 2008 maakte de Franse krant L'Équipe bekend dat Jimmy Casper positief is getest op het gebruik van corticosteroïden.[2] Later werd Casper vrijgesproken toen bleek dat hij een medisch attest had, wat hij vergeten was te vernieuwen.[3]
- Stefan Schumacher blijkt tweemaal positief te testen in de 2 tijdritten die hij won.[4] Schumacher had een contract afgesloten bij Quick•Step en reed dit jaar bij Team Gerolsteiner.
- Bernhard Kohl test positief.[5] De winnaar van de bolletjestrui had juist een nieuw contract bij Silence-Lotto. En reed net als Schumacher bij Team Gerolsteiner.

2010
- Alberto Contador, winnaar van de Tour van 2010, werd op 21 juli van dat jaar positief getest op het verboden middel clenbuterol. DIt werd op 29 september bekendgemaakt. Er volgen een voorlopige schorsing en een contra-expertise, waarna op 6 februari 2012 bekend wordt dat Contador zijn overwinning van 2010 moet inleveren. Hij wordt voor 2 jaar geschorst dat met terugwerkende kracht in gaat. Andy Schleck wordt uitgeroepen als winnaar van de Tour de France 2010.

2011
- Aleksandr Kolobnev is op woensdag 6 juli, tijdens de eerste week van de Ronde van Frankrijk dus, betrapt op hydrochloorthiazide (HCT). Hij zou later worden vrijgesproken.

2012
- Fränk Schleck test positief op een vochtafdrijvend middel op 14 juli 2012. Dit wordt bekendgemaakt op de rustdag 17 juli 2012. Hij wordt uitgesloten.[6]
- De UCI ontneemt Lance Armstrong al zijn overwinningen (1999-2005) nadat de USADA had aangetoond dat hij de spil was in het grootste georganiseerde dopingnetwerk tot op dat moment. Anderen die schuld bekenden waren Frankie Andreu, Michael Barry, Leonardo Bertagnolli, Volodymyr Bileka, Tom Danielson, Tyler Hamilton, George Hincapie, Jörg Jaksche, Floyd Landis, Levi Leipheimer, Filippo Simeoni, Stephen Swart, Christian Vande Velde, Jonathan Vaughters en David Zabriskie.

2013
- In juli 2014 blijkt dat de UCI Denis Mensjov in april 2013 voor twee jaar heeft geschorst wegens afwijkende bloedwaarden. De afwijkingen waren geconstateerd in de Tours de France van 2009, 2010 en 2012. Mensjovs resultaten in die Ronden werden dan ook geschrapt.

2015
- In de urine van Luca Paolini worden op 7 juli sporen van cocaïne gevonden. Nadat dit op 10 juli 2015 bekendgemaakt wordt, wordt hij door zijn ploeg Katoesja uit de Tour genomen.[7]

 winnaars gele trui · 
 puntenklassement · 
 bergklassement · 
 jongerenklassement · 
 tussensprintklassement · 
 combinatieklassement · 
 ploegenklassement · 
 strijdlust · 
rode lantaarn
records · meeste deelnames · ranglijst etappewinnaars · bekende beklimmingen · valpartijen · dopinggevallen · Grand Départ · Souvenir Henri Desgrange
1903 · 
1904 · 
1905 · 
1906 · 
1907 · 
1908 · 
1909 · 
1910 · 
1911 · 
1912 · 
1913 · 
1914 ·
1915 ·
1916 ·
1917 ·
1918 · 
1919 · 
1920 · 
1921 · 
1922 · 
1923 · 
1924 · 
1925 · 
1926 · 
1927 · 
1928 · 
1929 · 
1930 · 
1931 · 
1932 · 
1933 · 
1934 · 
1935 · 
1936 · 
1937 · 
1938 · 
1939 · 
1940 ·
1941 ·
1942 ·
1943 ·
1944 ·
1945 ·
1946 ·
1947 · 
1948 · 
1949 · 
1950 · 
1951 · 
1952 · 
1953 · 
1954 · 
1955 · 
1956 · 
1957 · 
1958 · 
1959 · 
1960 · 
1961 · 
1962 · 
1963 · 
1964 · 
1965 · 
1966 · 
1967 · 
1968 · 
1969 · 
1970 · 
1971 · 
1972 · 
1973 · 
1974 · 
1975 · 
1976 · 
1977 · 
1978 · 
1979 · 
1980 · 
1981 · 
1982 · 
1983 · 
1984 · 
1985 · 
1986 · 
1987 · 
1988 · 
1989 · 
1990 · 
1991 · 
1992 · 
1993 · 
1994 · 
1995 · 
1996 · 
1997 · 
1998 · 
1999 · 
2000 · 
2001 · 
2002 · 
2003 · 
2004 · 
2005 · 
2006 · 
2007 · 
2008 · 
2009 · 
2010 · 
2011 · 
2012 · 
2013 · 
2014 · 
2015 · 
2016 · 
2017 · 
2018 · 
2019 ·
2020 · 
2021 · 
2022 · 
2023 · 
2024 · 
2025